# Octavio von Zedlitz-Neukirch

Octavio von Zedlitz-Neukirch

 Octavio Athanis Freiherr von Zedlitz-Neukirch (* 6. Dezember 1840 in Glatz, Landkreis Glatz, Provinz Schlesien; † 31. März 1919 in Berlin) war ein deutscher Politiker.

## Leben
Seine Eltern waren der Polizeipräsident von Berlin Constantin von Zedlitz-Neukirch (1813–1889) und dessen Ehefrau Charlotte von Falkenhausen-Trautskirchen (1817–1897).
Freiherr von Zedlitz-Neukirch besuchte das Königliche Katholische Gymnasium in Glatz und anschließend die Liegnitzer Ritterakademie. Nach dem Studium der Rechte an den Universitäten in Berlin und Heidelberg, wo er 1859 Mitglied des Corps Saxo-Borussia geworden war, trat er 1860 als Auskulator in den Staatsdienst ein. Im Deutschen Krieg von 1866 wurde er in der Schlacht bei Königgrätz als Leutnant des 4. Husaren-Regiments schwer verwundet. 1867 legte er das Assessorexamen ab und wurde 1868 Landrat des Landkreises Sagan. Während des Deutsch-Französischen Krieges 1870/1871 war er als Unterpräfekt von Saint-Quentin eingesetzt, danach folgte 1874 eine Tätigkeit als Hilfsarbeiter im Reichskanzleramt. 1876 wurde er in das Handelsministerium und 1881 als vortragender Rat in das Ministerium der öffentlichen Arbeiten berufen. 1899 wurde er zum Presidenten der Seehandlung (Preußische Staatsbank) ernannt, musste allerdings noch im selben Jahr aus dem Staatsdienst ausscheiden, wegen seiner oppositionellen Haltung zum Bau des Mittellandkanals von diesem Posten zurücktreten.
1871–1874 war er Mitglied des Reichstages für den Wahlkreis Regierungsbezirk Liegnitz 2 (Sagan-Sprottau), 1877 bis 1918 für die Freikonservative Partei und Fraktionsvorsitzender, Mitglied des Preußischen Abgeordnetenhauses, nach Wilhelm von Kardorffs Tod 1907 Fraktionsvorsitzender bis April 1918. Er galt als die „Graue Eminenz“ der Partei.
Octavio von Zedlitz-Neukirch starb 1919 im Alter von 78 Jahren in Berlin. Beigesetzt wurde er auf dem Alten Zwölf-Apostel-Kirchhof in Schöneberg. Das Grab ist nicht erhalten.

## Familie
Er heiratete am 12. April 1881 Henriette Frederike Anna Binseel (* 15. November 1840; † 15. Mai 1897) geschiedene Ernst Heinrich Theodor Neumann. Zedlitz adoptierte ihre beiden Kinder, die am 28. April 1889 unter dem Namen von Zedlitz in den preußischen Adelstand aufgenommen wurden:
- Viktor Siegismund Konstantin (* 18. August 1870) ⚭ Magarethe Brandes
- Elisabeth Charlotte (* 19. Dezember 1871)

## Werke
- Die Rechts-Verhältnisse der Reichs-Beamten. Gesetz vom 31. März 1873 mit den Gesetzen und Verordnungen betreffed. Kautionswesen, Wohnungsgeld-Zuschuß, Disziplinar-Verfahren etc. sowie den bezüglichen Bestimmungen für Elsaß-Lothringen durch Anmerkungen erläutert. 2. verm. Ausg., Kortkampf, Berlin 1874.
- Die Steuerreform. Freiconservativer Beitrag zur Lösung der Regierungskrisis. Carl Heymanns Verlag, Berlin 1878.
- Die directen Steuern in Preußen. Berlin 1879.
- Dreißig Jahre preußische Finanz- und Steuerpolitik. Ernst Siegfried Mittler und Sohn, Berlin 1901. BSB-Katalog
- Die wichtigsten Aufgaben der preußischen Schulpolitik. Vortrag des Abgeordneten Friherr Oktavio von Zedlitz und Neukirch, gehalten in Berlin, nebst der Debattenreden der Herren A. Günther, und einem Vorwort von L. Nadolle. J. Klinkhardt, Leipzig (& Berlin) 1908.
- Die Reichs- und Staatsfinanzen während des Krieges und nach dem Kriege. Hirzel, Leipzig 1914. BSB-Katalog
- Finanzen in und nach dem Kriege. Enke, Stuttgart 1915. BSB-Katalog
- Sicherung der Gemeindefinanzen nach Friedensschluss. Enke, Stuttgart 1916. BSB-Katalog
- Neuaufbau der Finanzen nach Friedensschluss und qualitative Sparsamkeit. Enke, Stuttgart 1917. BSB-Katalog